# Jardin de la Fondation-d'Auteuil
Le jardin de la Fondation-d'Auteuil est un espace vert du 16e arrondissement de Paris, en France.

## Situation et accès
Le jardin est accessible par le 40, rue Jean-de-La-Fontaine.
Il est desservi par la ligne 9 à la station Jasmin.

## Origine du nom
Il doit son nom à la proximité de la fondation d’Auteuil.

## Historique
Le jardin est créé en 1985.
Il permet d'accéder à la chapelle Sainte-Thérèse.